# Emerson College
Emerson College est un établissement supérieur d'éducation américain, fondé en 1880 par Charles Wesley Emerson dans la ville de Boston. Le principal campus de l'université est situé près du Boston Common, le grand parc du centre-ville. Mais d'autres campus sont répartis à Los Angeles en Californie et dans la ville de Well aux Pays-Bas. Le College Emerson est réputé pour sa formation dans les domaines de la communication et des arts. Il est propriétaire du Cutler Majestic Theatre et du Paramount Theatre. Il porte son nom actuel depuis 1939. Le premier journal étudiant est publié en 1947 (The Berkeley Beacon) et il est toujours en activité aujourd'hui. L'établissement traversa une grave crise financière en 1952.

## Personnalités liées
- Alice Lorraine Daly, suffragette
- Katherine G. Langley, femme politique
- Mako Yoshikawa, romancière américaine et professeure
- Bill Burr, humoriste et acteur américain
- Kerem Bürsin, acteur turc
- Rachel Louise Snyder, journaliste d'investigation